# スクモ塚古墳
スクモ塚古墳（すくもづかこふん）は、1939年（昭和14年）に発見された島根県益田市久城町にある古墳。須久茂塚古墳とも。
造り出し付きの直径57メートルの円墳か、円墳と方墳の接合墳であるとされるが、全長100メートル、高さ7メートルにおよぶ前方後円墳とする説もあったが、2022年（令和4年）10月に益田市教育委員会はスクモ塚古墳が前方後円墳であると確認されたと発表した。その墳形は石見地方最大、島根県下でも最大の古墳である。

## 概要
1939年（昭和14年）に郷土史家の矢冨熊一郎によって発見され、1941年（昭和16年）から平城宮跡や登呂遺跡などの発掘で著名な文部省嘱託の上田三平が発掘調査し、島根県下でも希な大円墳として同年12月13日に国の史跡に指定された。その後、1962年（昭和37年）県教委によって測量調査され、前方後円墳と考えられるようになった。

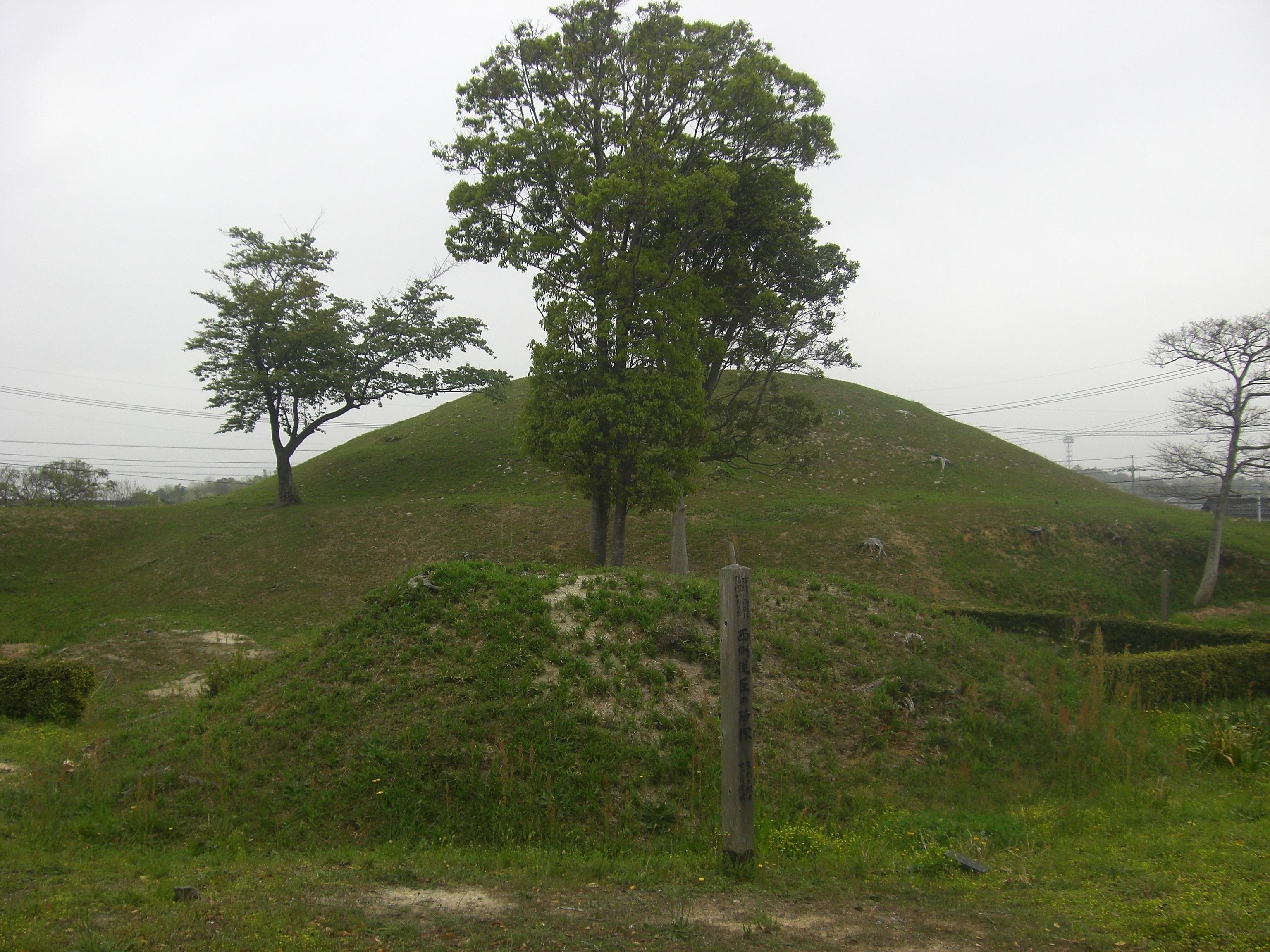
手前が西側に残る陪塚

全長100メートル、後円部は直径54 - 57メートル、高さ7メートルであり、北側にくびれ部幅19メートル、先端幅29メートル、高さ2.5メートルの前方部が続く。後円部の墳頂は径14メートルの平坦面である。後円部には葺き石が葺かれ、斜面には段があり上層の縁に円筒埴輪の列が二段巡っていたとされる。さらに方形部の両側に直径10メートル、高さ2.5メートルの小さな陪塚が存在していたことが確認されているが、ほとんど消滅している。
名前の由来は、不要になった籾殻を積み上げでできたという伝説による。
この地を治めた豪族である櫛代族の首長宿彌の墓として5世紀頃に築造されたと推定されている。

## 所在地
島根県益田市久城町字須久茂塚

## アクセス
益田駅前バス停から石見交通バス久城線（久城または原浜団地行き）で約15分、スクモ塚バス停下車すぐ。

## 周辺
築造後十数世紀を経て草木が生い茂り雑木林のような姿になっていたが、地元の有志が雑木や草を刈り取って本来の姿に近づけた。また、古墳西側の池には、2001年に同県斐川町（現出雲市）荒神谷遺跡公園から株分けした古代ハスが植えつけられており、毎年6月末から8月初めにかけてピンク色の花を見ることができる。
2000年から毎年4月に地元の有志によって「スクモ塚古墳まつり」が開催され、祭事や神楽のほか地域住民・保育園児による演技などが行われている。